# 中洛錫安 (英國國會選區)
中洛錫安（英語：Midlothian），英國國會蘇格蘭一郡選區，包括中洛錫安全部。選區設於1955年。
本區當區議員一直為工黨人士。2010年大選大衛·咸美頓以47.0%選票二度連任。